# Платинацерий
Платинацерий — бинарное неорганическое соединение
платины и церия
с формулой CePt,
кристаллы.

## Получение
- Сплавление стехиометрических количеств чистых веществ:

{\displaystyle {\mathsf {Pt+Ce\ {\xrightarrow {1800^{o}C}}\ CePt}}}

## Физические свойства
Платинацерий образует кристаллы
ромбической сингонии,
пространственная группа C mcm,
параметры ячейки a = 0,3921 нм, b = 1,0920 нм, c = 0,4524 нм, Z = 4,
структура типа борида хрома CrB
.
Соединение конгруэнтно плавится при температуре ≈1800°C  (1517°C ).